# Kosmos 40
Kosmos 40 – radziecki satelita telekomunikacyjny wysłany wraz z bliźniaczymi Kosmos 38 i 39. Były to pierwsze trzy statki typu Strzała.